# ジョナ・ロータン
ジョナ・ロータン（Jonah Lotan）はイスラエルの俳優。

## 略歴
1997年、Itha L'Netzaでデビュー。イスラエル出身だが、アメリカ・ニューヨークで育つ。現在は北米を中心に活躍しており、映画よりもドラマシリーズでの出演が多い。

## 主な出演作品
- Itha L'Netza（1997年）
- ザ・ブルー（2001年）
- Generation Kill（2003年）
- CSI:NY （2004年 - ）
- The Jacket （2005年）
- 24 -TWENTY FOUR- シーズン5
- One night with the king （2006年）